# Vanves
Vanves è un comune francese di 26 845 abitanti situato nel dipartimento dell'Hauts-de-Seine nella regione dell'Île-de-France.
Confina a nord con Parigi (XV arrondissement), ad est con Malakoff, a sud con Clamart e ad ovest con Issy-les-Moulineaux.

## Società

### Evoluzione demografica
Abitanti censiti

## Amministrazione

### Gemellaggi
- Lehrte
- Ballymoney